# Noise shaping
Similmente al dither, il noise shaping è una tecnica di riduzione di bit usata per minimizzare l'errore di quantizzazione. Il noise shaping trova varie applicazioni nell'elaborazione del segnale digitale, comprendendo l'audio digitale e il video digitale.
Il dither riduce efficacemente l'errore di quantizzazione aggiungendo rumore preventivamente al processo di quantizzazione (per una spiegazione più esaustiva del suo funzionamento, consultare la voce dither). Un inconveniente del dither è il fatto che esso introduca rumore bianco al segnale, talvolta con delle colorazioni, elevando un noise floor ad un determinato livello sotto il fondo scala (approssimativamente 6 dB per bit). Nei casi in cui il recettore (l'orecchio umano, nel caso dell'audio digitale) sia maggiormente sensibile ad alcune frequenze piuttosto che ad altre, il noise shaping può essere impiegato per "modellare" la risposta in frequenza del rumore in modo vantaggioso.

## Principio di funzionamento
Il noise shaping agisce ponendo l'errore di quantizzazione in un anello retroattivo (feedback loop). Ogni anello retroattivo funziona come un filtro: l'errore può essere quindi filtrato a piacere creando un anello retroattivo dedicato. Un esempio base può essere il seguente:
{\displaystyle y(n)=x(n)+E(x(n-1))}
in cui y rappresenta il valore del campione in uscita, x di quello in entrata, n indica il numero progressivo del campione misurato ed E(x) l'errore fra il valore d'origine e quello quantizzato. Questa formula può anche essere letta come: "Il campione in uscita è uguale al campione in ingresso, più l'errore del precedente campione in ingresso".
Ogni volta che si effettua una riduzione di risoluzione (definita più precisamente profondità di bit, bit depth) di un campione, l'errore di quantizzazione risultante (la differenza fra il valore d'origine e quello troncato) viene misurato e memorizzato: questo valore sarà aggiunto al campione successivo, prima della sua quantizzazione. L'effetto ottenuto, in questo caso, è che l'errore di quantizzazione stesso (e non il segnale valido) è posto in un anello retroattivo. Questo esempio basilare mostra un filtro a polo singolo, o un filtro con una pendenza di 6 dB/ottava: la frequenza di taglio del filtro può essere controllata dalla quantità di errore del campione precedente immessa nell'anello retroattivo. Ad esempio, variando il valore di A nella formula seguente:
{\displaystyle y(n)=x(n)+A\cdot E(x(n-1))}
si sposterà la frequenza centrale dell'anello retroattivo.
Per creare curve più articolate possono essere utilizzati algoritmi più complessi, che usano molteplici errori di campioni utili per l'innesco di una retroazione. La formula che segue:
{\displaystyle y(n)=x(n)+A\cdot E(x(n-1))+B\cdot E(x(n-2))+C\cdot E(x(n-3))+}
{\displaystyle D\cdot E(x(n-4))+E\cdot E(x(n-5))+F\cdot E(x(n-6))+}
{\displaystyle G\cdot E(x(n-7))+H\cdot E(x(n-8))+I\cdot E(x(n-9))}
è relativa ad un noise shaper del nono ordine, capace di noise shaping molto complessi.
Il processo di noise shaping, inoltre, deve sempre prevedere un'opportuna quantità di dithering, per prevenire l'incorrere di errori determinabili e correlati nel segnale stesso. Se non viene fatto uso di dither, il noise shaping funge meramente da distortion shaping: è in grado di spostare l'energia della distorsione (generata dall'errore di quantizzazione) su bande di frequenza differenti, ma la distorsione non viene trasformata in rumore. Se il processo viene integrato con l'aggiunta di dither, come nell'esempio seguente:
{\displaystyle y(n)=x(n)+A\cdot E(x(n-1))+dither}
l'errore di quantizzazione è realmente tramutato in rumore, e il processo produce effettivamente noise shaping.

## Noise shapingnell'audio digitale
Il noise shaping nell'audio, nella maggior parte dei casi, è realizzato come uno schema di riduzione di bit. Dither lineare genera un errore di quantizzazione dalla risposta piatta (rumore bianco a tutti gli effetti): l'orecchio umano, tuttavia, a bassi livelli di ascolto è meno sensibile ad alcune frequenze rispetto ad altre (come illustrato nel diagramma di Fletcher-Munson). Il noise shaping può essere sfruttato per manipolare la distribuzione dell'errore di quantizzazione, in modo tale che si concentri maggiormente al di fuori dello spettro dell'udibile.  Il risultato è una notevole riduzione dell'errore di quantizzazione sulle bande critiche, per effetto della maggiore concentrazione del rumore sulle bande alle quali l'orecchio è meno sensibile.
Un popolare algoritmo di noise shaping è POW-R, sviluppato dal consorzio POW-R. Si avvale di un noise shaper del nono ordine per ridurre segnali di 24 bit a 16 bit. In virtù di un noise shaper così ripido, è in grado di rimuovere la gran parte del rumore dalla banda critica 1-4 kHz per trasferirlo nelle bande 20-60 Hz e 12+ kHz, nelle quali la soglia di udibilità è sensibilmente più alta. L'algoritmo di noise shaping, in tal modo, può preservare un'effettiva precisione di 24 bit per quanto l'orecchio possa apprezzare, fornendo una gamma dinamica pari a 150 dB quando è necessaria, anche se il rumore a banda larga (il rumore cumulativo di tutto lo spettro frequenziale) si mantiene ancora a -98,08 dbFS.
Non tutti gli algoritmi che riducono la profondità di bit con la diffusione del rumore sono noise shaper. Gli algoritmi UV-22 e UV-22HR della Apogee, ad esempio, sono dither di riduzione da 24 a 16 bit che usano semplicemente dither colorato (dalla risposta modellata o filtrata). Ciò non comporta né l'uso di un anello retroattivo, né alcun filtraggio dell'errore di quantizzazione: si tratta solo di un pre-filtraggio del rumore di dither.

## Noise shapinge convertitori a 1 bit
Dal 1989, i modulatori delta-sigma a 1 bit sono in uso nella conversione analogico-digitale: il segnale audio viene campionato ad una frequenza di campionamento estremamente alta (2,8224 MHz, ad esempio), ma usando solo 1 bit. Con una così bassa risoluzione, questo tipo di convertitore ha una dinamica di appena 7,78 dB; il noise floor, tuttavia, si distribuisce uniformemente su tutta la gamma di frequenza campionata (cioè al di sotto della frequenza di Nyquist, in questo caso pari a 1,4112 MHz, secondo il teorema di Nyquist-Shannon). Sfruttando il noise shaping, inoltre, è possibile attenuare ulteriormente il rumore che cade nella banda dell'udibile (20-20.000 Hz) e concentrarlo al di sopra di essa. Questo implica una dinamica media (nella banda 0-1.411.200 Hz, in questo esempio) di soli 7,78 dB, ma non uniforme in tutte le bande di frequenza: in quelle più basse (prime fra queste, lo spettro dell'udibile), la gamma dinamica è notevolmente maggiore (superiore a 100 dB). Il noise shaping è incorporato in ogni modulatore delta-sigma.
Il convertitore a 1 bit sta alla base del formato DSD della Sony. Una critica mossa al convertitore a 1 bit (e al sistema DSD) è il fatto che, essendo usato un solo bit sia nel trattamento del segnale, sia per l'anello retroattivo, non è possibile usare una quantità adeguata di dither nell'anello retroattivo, provocando in certe condizioni distorsione udibile. La maggior parte dei convertitori AD fabbricati dal 2000 usano modulatori delta-sigma a risoluzioni maggiori, che restituiscono un output a più di 1 bit, in modo tale che sia aggiunta all'anello retroattivo la quantità appropriata di dither. Per il tradizionale campionamento PCM, il segnale è quindi decimato a 44.1 kHz o ad altre frequenze di campionamento opportune.